# Лінді Бут
Лінді Бут (англ. Lindsay 'Lindy' Booth, нар. 2 квітня 1979) — канадська актриса, яка живе в Лос-Анджелесі, штат Каліфорнія. Відома за роллю Райлі Грант у телесеріалі «Джет Джексон» на телеканалі Disney Channel, Клавдії — у «Мисливцях за старовиною» та Кассандри Кілліан у «Бібліотекарях». Вона також грала Ей Джи Баттерфілд у телесеріалі NBC «Філантроп».

## Раннє життя
Бут народилася в Оквіллі, Онтаріо та відвідувала середню школу Блеклок, яку закінчила у 1998 р. до початку своєї кар'єри в кіно.

## Кар'єра

### Кіно
У 2001 році Бут зіграла головну роль у канадській драматичній драмі «Готель століття», а у 2002 році вона знялася в канадській комедійній стрічці Rub & Tug. 
Також знялася в ролі Доджер Аллен у фільмі 2005 р. «Вовк-одинак», Ніколь — у рімейку 2004 р. «Світанок мерців» і мала невелику роль з Елізою Душку у трилері «Поворот не туди». 
Вона з'являється у фільму «Темний медовий місяць». 
У 2008 році Бут зіграла головну роль у трилері «За стіною».
Вона зіграла Стефані Гудісон у серіалі «Сховище 13» і зображувала Лану Тернер у «Життя з Джуді Гарленд».
У серпні 2013 р. знялася у фільмі «Пипець 2».

### Телебачення
Її акторська гра включає статус запрошеної зірки різних персонажів у двох епізодах телесеріалу «Таємниці Неро Вульф» мережі A&E Network та постійну роль у другому сезоні американського телешоу «4400». 
Крім того, була запрошеною зіркою в телевізійних шоу, таких як «Місце злочину: Нью-Йорк» і «Та, що говорить з привидами». 
У 2014-2018 рр. виконувала роль Кассандри Кілліан у телесеріалі Turner Network Television «Бібліотекарях».

## Фільмографія
| Рік       |    | Українська назва                       | Оригінальна назва                           | Роль                                           |
| --------- | -- | -------------------------------------- | ------------------------------------------- | ---------------------------------------------- |
| 2020      | с  | Додому до темряви                      | Home Before Dark                            | Наташа Ковальськи (1 епізод)                   |
| 2020      | с  | Анатомія Грей                          | Grey's Anatomy                              | Гедлі (3 епізоди)                              |
| 2020      | с  | Стамптаун                              | Stumptown                                   | Пенні Лендсдейл Гарріс (1 епізод)              |
| 2019      | ф  | Творчиня                               | The Creatress                               | Ерін Беллоу                                    |
| 2019      | тф |                                        | SnowComing (TV Movie)                       | Саманта                                        |
| 2018      | тф | Під осіннім місяцем                    | Under the Autumn Moon                       | Алекс                                          |
| 2014—2018 | с  | Бібліотекарі                           | The Librarians                              | Кассандра Кілліан (головна роль)               |
| 2017      | тф | Різдво у Скелястих горах               | Rocky Mountain Christmas                    | Сара                                           |
| 2017      | тф | Свідки                                 | Eyewitness                                  | Діана                                          |
| 2016      | тф | Звучання Різдва                        | Sound of Christmas                          | Ліззі Мур                                      |
| 2015      | с  |                                        | Tweet Out                                   | камео                                          |
| 2013      | с  | Надприродне                            | Supernatural                                | Бонні / Веста (1 епізод)                       |
| 2013      | тф | Дванадцять різдвяних дерев             | The Twelve Trees of Christmas               | Чері Джеймсон                                  |
| 2013      | с  | Лягавий                                | Copper                                      | Тереза Тремблі (3 епізоди)                     |
| 2013      | ф  | Пипець 2                               | KickAss 2                                   | Нічна Видра (Night Bitch)                      |
| 2012      | кф |                                        | Pull the Trigger, Mr. Wicker                | Адріана                                        |
| 2012      | с  | Все законно                            | Fairly Legal                                | Рейчал (1 епізод)                              |
| 2011      | тф |                                        | Brain Trust                                 | викладачка Моніка Ештон                        |
| 2011      | тф |                                        | Christmas Magic                             | Керрі Блекфорд                                 |
| 2011      | с  |                                        | Republic of Doyle                           | Ребека Джонс (1 епізод)                        |
| 2009      | с  | Морська поліція                        | NCIS (Naval Criminal Investigative Service) | Аманда Берроу/ Джульет Типпон (1 епізод)       |
| 2009      | с  | Філантроп                              | The Philanthropist                          | Ей Джей Баттерфілд (8 епізодів)                |
| 2009      | с  | Сховище 13                             | Warehouse 13                                | Стефані Ґудисон (1 епізод)                     |
| 2008      | с  | Мертва справа                          | Cold Case                                   | Глорія Флегстоун з 60-х (1 епізод)             |
| 2008      | ф  |                                        | Behind the Wall                             | Кетлін Паркс                                   |
| 2008      | в  |                                        | Dark Honeymoon                              | Кетрін                                         |
| 2007—2008 | с  |                                        | October Road                                | дівчина з піцерії (17 епізодів)                |
| 2008      | ф  | Одного разу в Голлівуді                | What Just Happened                          | хостес                                         |
| 2007      | ф  | Син нобелівського лауреата             | Nobel Son                                   | Бет Чапмен                                     |
| 2006      | с  | Та, що говорить з привидами            | Ghost Whisperer                             | Лейн Фоулер (1 епізод)                         |
| 2006      | с  | Місце злочину: Нью-Йорк                | CSI: NY                                     | Тесс Ларсон (1 епізод)                         |
| 2006      | кф |                                        | In the Stars                                | Кессі                                          |
| 2005      | тф | Різдво в Бостоні                       | Christmas in Boston                         | Еллен                                          |
| 2005      | с  | Категорія 7: Кінець світу (мінісеріал) | Category 7: The End of the World            | Бріджит (2 частини)Brigid                      |
| 2005      | ф  | Вовк-одинак                            | Cry Wolf                                    | хитрунка                                       |
| 2005      | ф  |                                        | Lucid                                       | Софі                                           |
| 2005      | с  | 4400                                   | The 4400                                    | Лив (3 серіали)                                |
| 2004      | тф |                                        | Cooking Lessons                             | Хлої                                           |
| 2004      | кф |                                        | Choke.                                      | Андреа Роуч                                    |
| 2004      | ф  | Світанок мерців                        | Dawn of the Dead                            | Ніколь                                         |
| 2003      | кф |                                        | Bar Life                                    | Лара                                           |
| 2003      | с  |                                        | Veritas: The Quest                          | Фіона Кіран (1 епізод)                         |
| 2003      | ф  | Суспільне надбанні                     | Public Domain                               | Моніка                                         |
| 2003      | с  |                                        | Starhunter                                  | Серена ДеЛуна (1 епізод)                       |
| 2003      | ф  |                                        | Hollywood North                             | Моллі                                          |
| 2003      | ф  | Поворот не туди                        | Wrong Turn                                  | Франсін                                        |
| 2003      | с  |                                        | Platinum                                    | Пенні (1 епізод)                               |
| 2003      | с  | Сутінкова зона (2002—2003)             | The Twilight Zone                           | Шеннон (1 епізод)                              |
| 2002—2003 | с  | Одіссея 5                              | Odyssey 5                                   | Голлі Калверсон (7 епізодів)                   |
| 2002      | тф |                                        | A Christmas Visitor                         | Ліз                                            |
| 2002      | с  | Школа «Чорна діра»                     | Strange Days at Blake Holsey High           | Аманда Дерст (1 епізод)                        |
| 2002      | кф |                                        | Black Painted Moon                          | Діва                                           |
| 2002      | с  | Мутанти Ікс                            | Mutant X                                    | Діана Моллер                                   |
| 2002      | кф | Зимове сонце                           | Winter Sun                                  | Зої                                            |
| 2002      | ф  | Батіг та пряник                        | Rub & Tug                                   | Леа                                            |
| 2002      | ф  | Боллівуд / Голлівуд                    | Bollywood/Hollywood                         | не вказана в титрах                            |
| 2002      | ф  |                                        | Fairytales and Pornography                  | Лора                                           |
| 2002      | с  | Таємниці Неро Вульфа                   | A Nero Wolfe Mystery                        | Пеггі Чоут (1 епізод) / Б'юла Пейдж (1 епізод) |
| 2002      | в  |                                        | American Psycho II: All American Girl       | Кассандра                                      |
| 2002      | в  |                                        | The Skulls II                               | Келлі                                          |
| 2002      | тф | Чоловік найкращої подруги              | Her Best Friend's Husband                   | Келлі Робертс                                  |
| 2001      | с  | Життя з Джуді Гарленд (мінісеріал)     | Life with Judy Garland: Me and My Shadows   | Лана Тернер (2 епізоди)                        |
| 2001      | ф  |                                        | Century Hotel                               | Супердівчина / Сильвія                         |
| 1999—2001 | с  | Знаменитий Джет Джексон                | The Famous Jett Jackson                     | Райлі Грант / Яструб (12 епізоди)              |
| 2001      | тф | Джет Джексон                           | Jett Jackson: The Movie                     | Райлі Грант / Яструб                           |
| 1999—2001 | с  | Мисливці за старовиною                 | Relic Hunter                                | Клавдія (44 епізоди)                           |
| 2000      | с  |                                        | Big Wolf on Campus (TV Series)              | Шарлотта (1 епізод)                            |
| 2000      | с  | Земля: Останній конфлікт               | Earth: Final Conflict                       | Джина Ричардсон (1 епізод)                     |
| 2000      | с  | Двічі в житті                          | Twice in a Lifetime                         | Кейтлін Тейлор у юності (1 епізод)             |
| 2000      | с  | Трейдери                               | Traders                                     | Елізабет Вотсон (1 епізод)                     |
| 1999      | кф | Жаб'ячий ставок                        | Frog Pond                                   | Шеннон                                         |
| 1999      | тф |                                        | Strange Justice                             | Маргарет                                       |
| 1999      | ф  | Детройт — місто року                   | Detroit Rock City                           | дівчина                                        |
| 1999      | ф  | Космічні вампіри-підлітки              | Teenage Space Vampires                      | Кейті                                          |
| 1999      | с  | Псифактор: Хроніки паранормального     | PSI Factor: Chronicles of the Paranormal    | Глорія (1 епізод)                              |
| 1998      | с  | Ейрі, Індіана: Інший вимір             | Eerie, Indiana: The Other Dimension         | Керрі Тейлор (15 епізодів)                     |
| 1998      | тф | Містер Музика                          | Mr. Music                                   | Емі Вайт                                       |